# Freedom's Journal

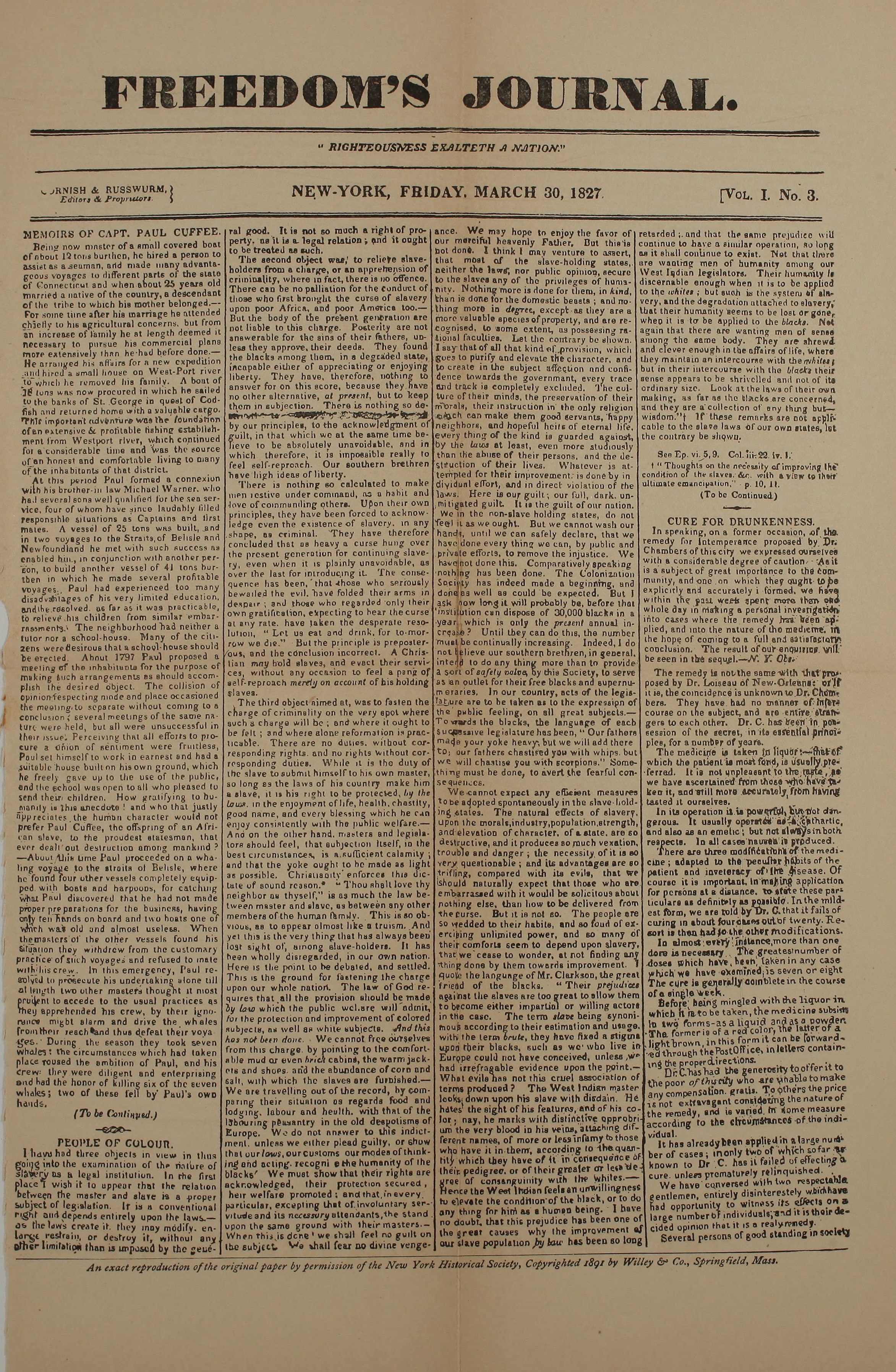
Édition du 23 mars 1827.

Le Freedom's Journal est le premier journal dirigé et écrit par des Afro-Américains à avoir été publié aux États-Unis. De périodicité hebdomadaire, il parut à New York du 16 mars 1827 au 28 mars 1829, d’abord sous la direction de John Brown Russwurm et de Samuel Cornish, puis de Russwurm seul après le retrait de Cornish en septembre 1827. Le Freedom's Journal fut remplacé par The Rights of All (en), dont Cornish prit la direction de 1829 à 1830.
Bien qu’ils aient suivi des voies assez dissemblables, Cornish et Russwurm appartenaient au groupe, alors très restreint, de Noirs libres américains qui étaient parvenus à se frayer un chemin jusqu'à une position sociale d'une certaine importance, le premier par la religion, le second par l'éducation. Cornish fut ainsi le premier à établir une église presbytérienne noire aux États-Unis tandis que John Russwurm, diplômé de Bowdoin College, fut parmi les tout premiers Afro-Américains à avoir suivi des études supérieures.
L'objectif principal des deux hommes était de répondre aux journaux new-yorkais qui attaquaient les Afro-Américains et soutenaient l’esclavage mais aussi de critiquer le mouvement de colonisation qui visait à renvoyer les Noirs libres en Afrique. Cependant, la naissance du Freedom's Journal est également un indice du degré d’organisation et de conscience d'elle-même auquel était parvenue la communauté noire de New York. Ses éditeurs supposaient qu'il existait un public suffisamment large et conscient de partager des intérêts communs pour justifier une publication qui s’adressât prioritairement à lui.
Frances Smith Foster avance ainsi que « la presse afro-américaine doit autant, sinon plus, au désir de créer une image positive, réfléchi et autonome de l’Amérique Africaine (positive and purposeful self-identified Africa America) qu'à des postures de défense en réponse aux attaques et aux calomnies racistes. »